# Xanthorhoe altispex
Xanthorhoe altispex är en fjärilsart som beskrevs av Louis Beethoven Prout 1921. Xanthorhoe altispex ingår i släktet Xanthorhoe och familjen mätare. Inga underarter finns listade i Catalogue of Life.